# Lesní rybníček na Hrádkovském
Lesní rybníček na Hrádkovském  o rozloze vodní plochy 0,29 ha se nalézá v lese asi 1,5 km východně od centra obce Kunčice v okrese Hradec Králové. Rybníček je využíván pro chov ryb, ale v suchém létě roku 2018 téměř vyschl.

## Galerie

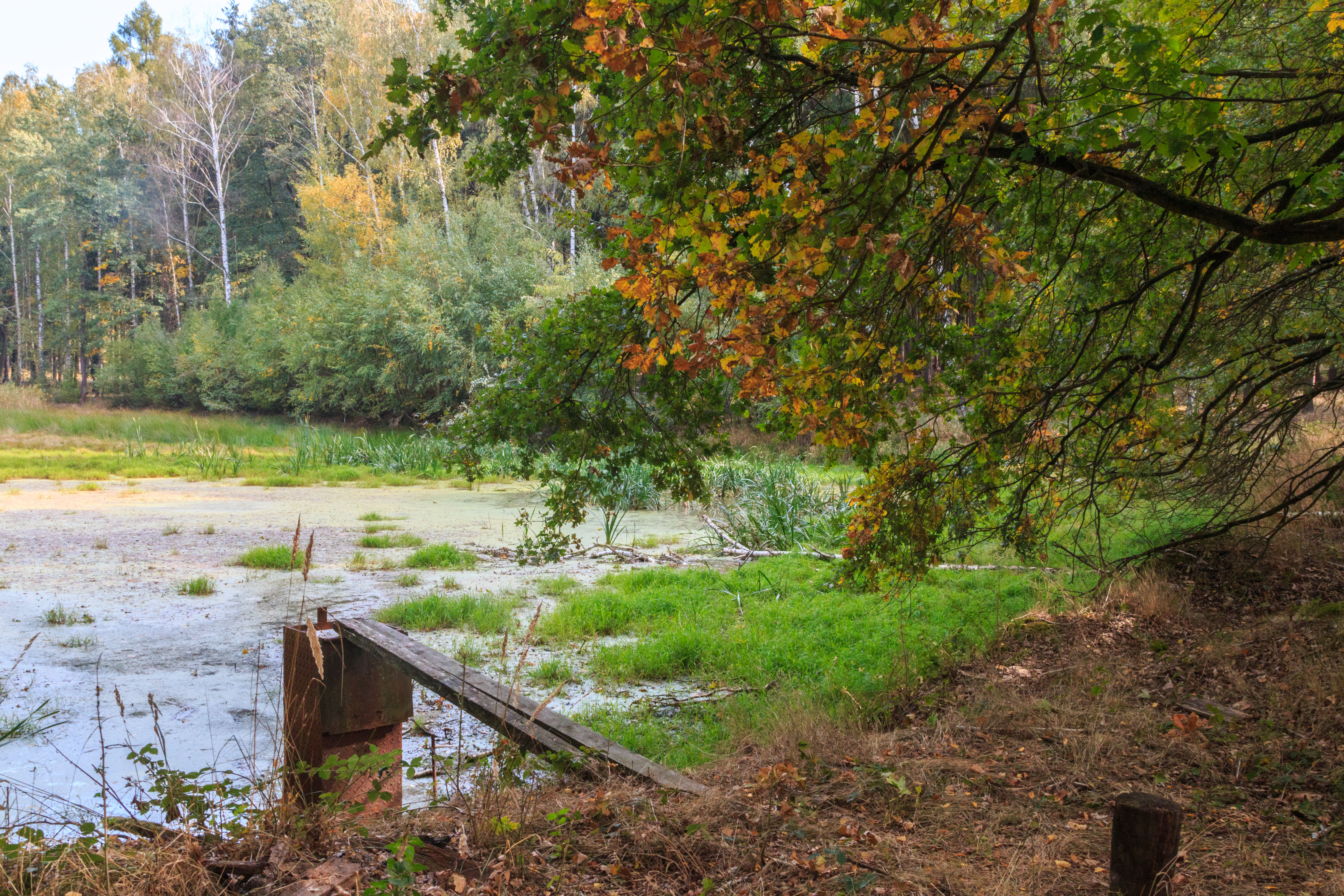
Lesní rybníček na Hrádkovském
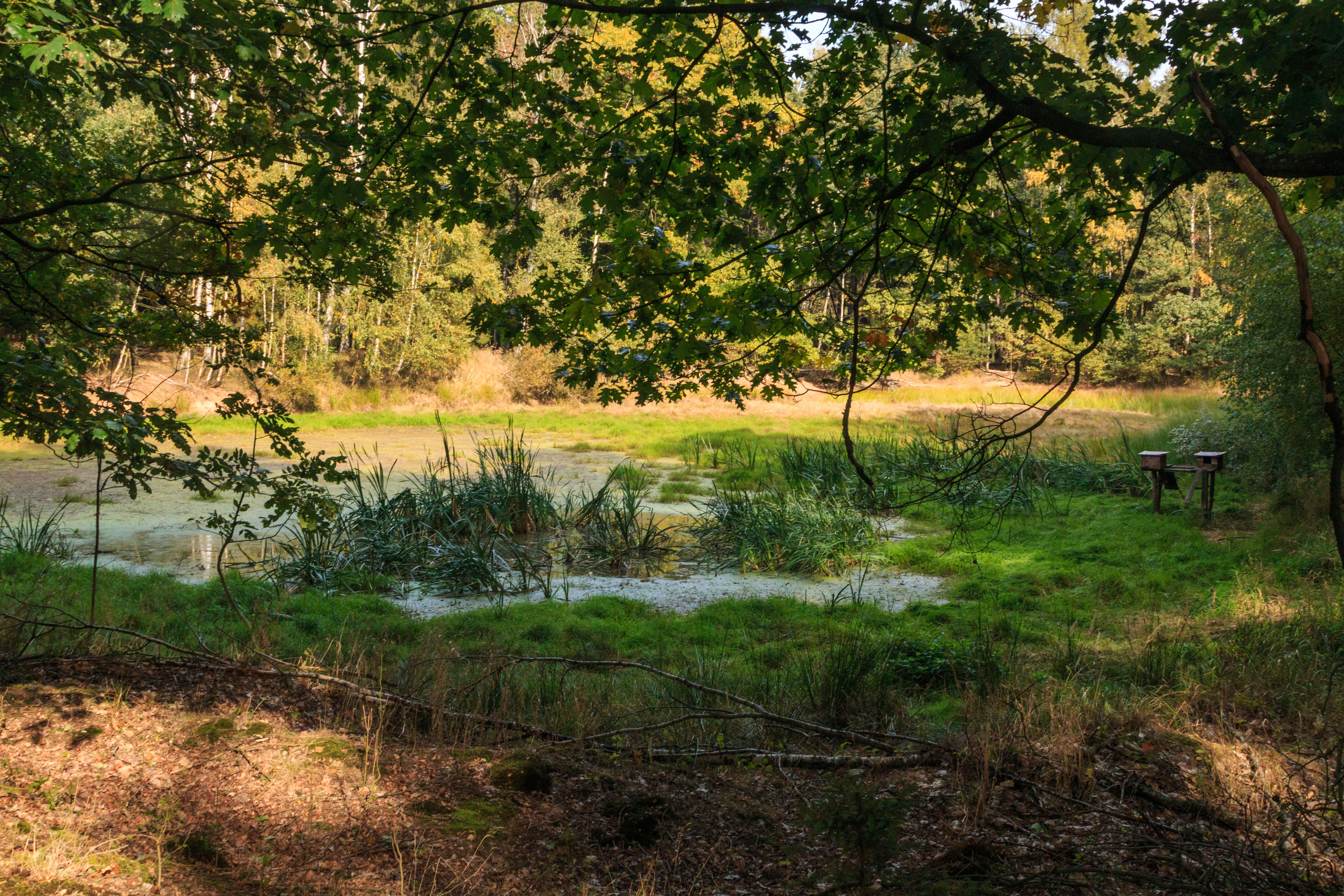
Lesní rybníček na Hrádkovském
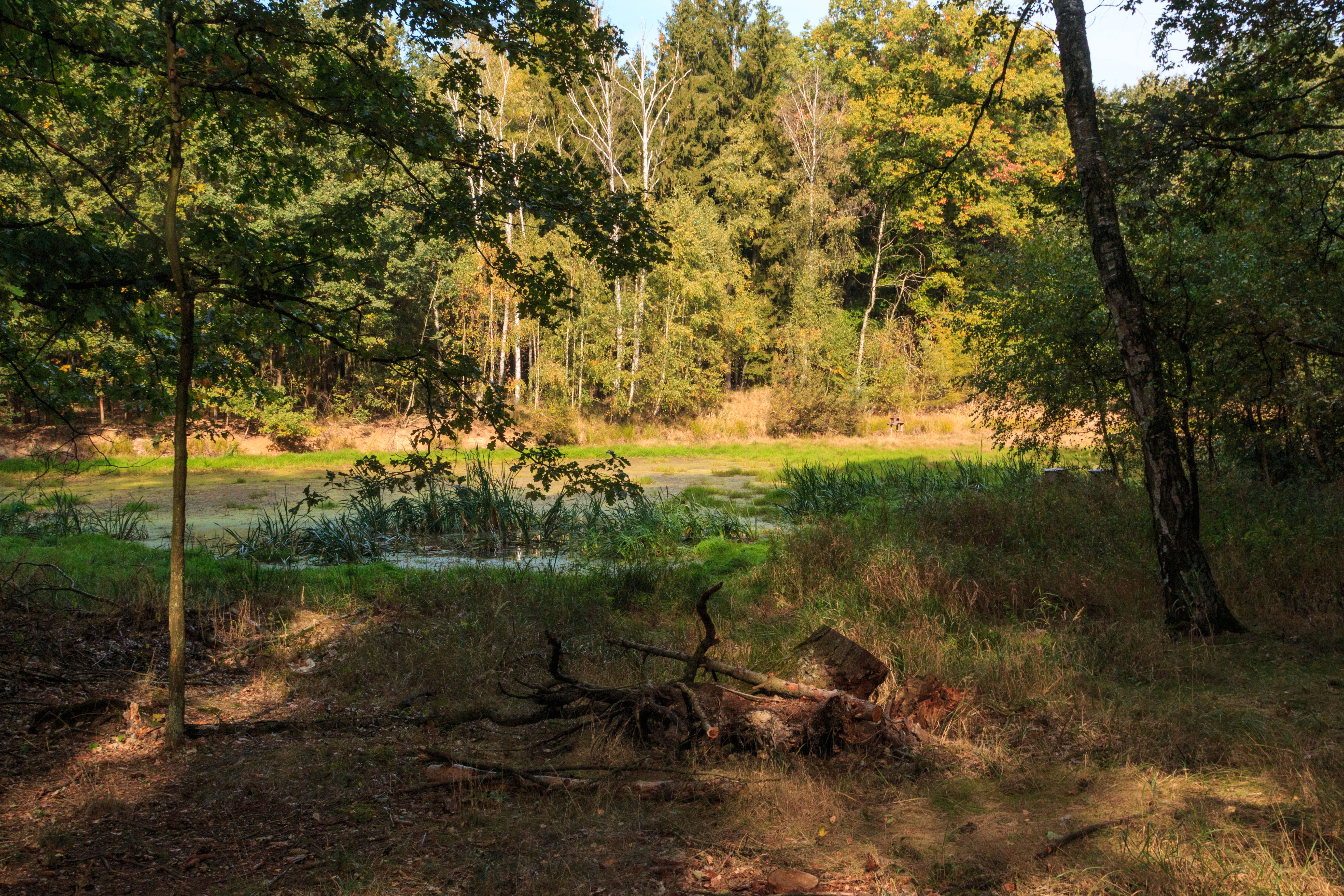
Lesní rybníček na Hrádkovském
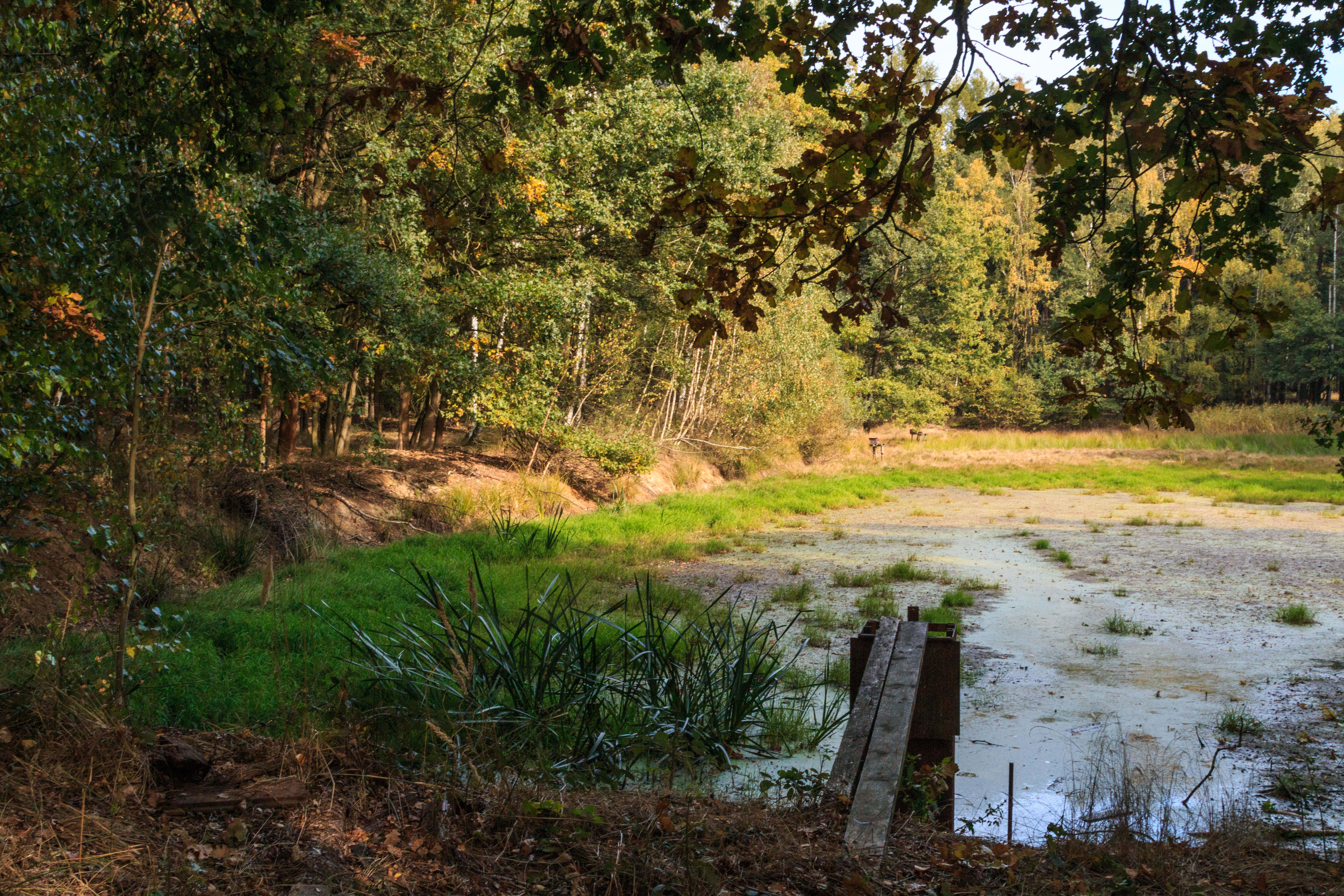
Lesní rybníček na Hrádkovském